# Entomognathus
Entomognathus Dahlbom, 1845 — род песочных ос из подсемейства Crabroninae (триба Crabronini). Более 60 видов.

## Распространение
Повсеместно, кроме Австралии. В Европе около 5 видов. Для СССР указывалось около 8 видов.
В Палеарктике 11 видов, в России 4 вида.

## Описание
Мелкие коренастые осы (3-6 мм). Тело чёрное с выраженным жёлтым рисунком. Гнездятся в земле, ловят жуков-листоедов.

## Систематика
Более 60 видов (триба Crabronini).
- Entomognathus brevis (Van der Linden, 1829)
- Entomognathus dentifer Noskiewicz, 1930
- Entomognathus fortuitus (Kohl, 1915)
- Entomognathus libanonis (Kohl, 1905)
- Entomognathus schmiedeknechti (Kohl, 1905)
- Другие виды